# 안드레 고메스
안드레 필리페 타바레스 고메스(André Filipe Tavares Gomes, 1993년 7월 30일 ~ )는 프랑스 클럽 릴에서 중앙 미드필더로 활약하고 있는 포르투갈의 축구 선수이다. 2013–14 시즌 벤피카의 트레블을 일궈내는데 일조하였다.

## 수상

### 국가대표
포르투갈
- UEFA 유럽 축구 선수권 대회 : 우승 (2016)

### 클럽
벤피카
- 프리메이라리가: 2013–14
- 타사 드 포르투갈: 2013–14
- 타사 다 리가: 2013–14
- UEFA 유로파리그 준우승: 2012–13, 2013–14[1]

바르셀로나
- 라 리가 : 2017-2018
- 코파 델 레이 : 2016-2017,2017-2018
- 수페르코파 데 에스파냐 : 2016-2017

### 개인
- UEFA 유로파리그 베스트 스쿼드: 2013–14[2]